# Lê Hoan

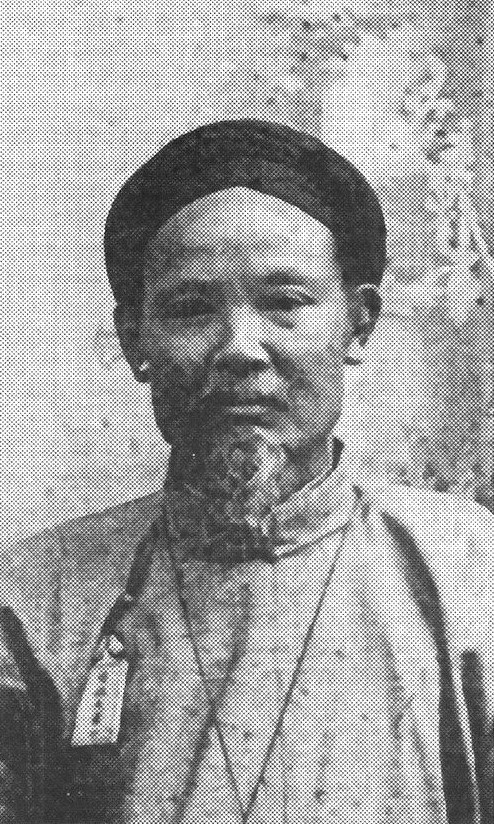
Ông Lê Hoan khi đang làm tổng đốc Hải Dương

Lê Hoan (黎讙, 1856-1915) còn có tên là Lê Tôn; là đại thần cuối triều Nguyễn trong lịch sử Việt Nam. Ông bị nhiều người lên án là Việt gian vì đã cùng với quân Pháp đàn áp nghĩa quân chống Pháp trong cuộc khởi nghĩa Yên Thế. Tuy nhiên, cũng có ý kiến khác cho là ông thực chất là giàu lòng yêu nước, có nhiều giúp đỡ cuộc khởi nghĩa Yên Thế.

## Tiểu sử
Ông sinh năm Bính Thìn (1856) tại làng Mọc, xã Nhân Mục, tổng Khương Đình, huyện Thanh Trì, phủ Thường Tín, tỉnh Hà Đông; nay là phường Nhân Chính, quận Thanh Xuân, thành phố Hà Nội.
Thân thế ông không rõ, chỉ biết thời trẻ Lê Hoan đi lính triều Nguyễn đóng ở Sơn Tây. Khi quân Pháp xâm chiếm Bắc Kỳ, ông phối hợp với Quân cờ đen đánh Pháp. Sau vì phạm quân lệnh bị khép án tử hình, nhưng được giảm án.
Năm 1886, dưới triều vua Đồng Khánh thân Pháp, Lê Hoan quy thuận Pháp, nên được bổ làm thông phán ở Lạng Sơn, rồi Hưng Yên.
Sau đó ông thăng tiến rất nhanh. Dưới triều vua Thành Thái, năm 1892, ông được thăng chức Bố chính Sơn Tây, rồi lần lượt trải các chức: Tuần phủ Hưng Hóa kiêm Tiễu phủ sứ Tam Tuyên (gồm các tỉnh Sơn Tây, Hưng Hóa, Tuyên Quang), Tổng đốc Bắc Ninh. Năm 1896, Lê Hoan bị cách chức Tổng đốc Bắc Ninh vì để hai người Pháp bị giết và về tội ăn hối lộ. Người Pháp nghi ngờ ông làm gián điệp hai mang, vừa cộng tác với Pháp vừa kín đáo ủng hộ các hoạt động chống Pháp, tuy nhiên họ không thể công khai chuyện này vì ảnh hưởng đến công cuộc cai trị của người Pháp.

Năm 1905, Lê Hoan được lệnh về Huế làm Thượng thư bộ Binh kiêm Đô sát viện Hữu đô ngự sử.

Lê Hoan và đoàn tùy tùng

Dưới triều nhà vua yêu nước Duy Tân ông vẫn tiếp tục được trọng dụng, năm 1909, ông là Tổng đốc Hải Dương, được phong Khâm sai đi tiễu trừ Đề Thám với 400 lính. Theo giáo sư sử học Trần Huy Liệu, khoảng năm 1909 (dưới triều vua Duy Tân), để đối phó lại các cuộc tấn công theo lối du kích của nghĩa quân Hoàng Hoa Thám, Lê Hoan (lúc bấy giờ đang làm Khâm sai đại thần Bắc Kỳ) đã cùng với quân đội Pháp ra sức khủng bố nhân dân, cắt đứt mối liên hệ giữa nhân dân với nghĩa quân và tìm cách bao vây nghĩa quân. Trước sự dồn ép ấy, nghĩa quân từ chỗ lưu động, phải rút lên lập cứ điểm tại vùng núi Lang, tả ngạn sông Thanh Giang. Rồi một cuộc ác chiến đã diễn ra tại núi Lang vào ngày 5 tháng 10 năm 1909, đã làm một phần lớn nghĩa quân bị tan vỡ. Từ đó, nghĩa quân Yên Thế chỉ còn một số nhỏ, và không đóng ở một vị trí nào...
Cuối năm đó, ông bị người Pháp kết án về tội bí mật thương lượng, lấy lòng Đề Thám. Hội đồng điều tra sau đó kết luận là Lê Hoan vô tội, nhưng ông vẫn bị thực dân Pháp gạt ra.
Năm Ất Mão (1915), Lê Hoan mất ở tuổi 59. Sinh thời, ông được triều đình nhà Nguyễn phong tước Phú Hoàn nam (富完男) .

## Gia đình
Con trai ông là Lê Phổ, họa sĩ người Pháp gốc Việt nổi tiếng của thế kỷ 20.
Con trai thứ mười của ông là Lê Tuân, năm 1928 tham gia các hoạt động của An nam Cộng sản Đảng, về sau là Thư ký cho Chủ tịch Mặt trận Liên Việt Tôn Đức Thắng.

## Thông tin liên quan
Tên tuổi Lê Hoan còn lưu lại trong bộ sách Việt Lam xuân thu (gồm 60 hồi, dựng lại cuộc khởi nghĩa Lam Sơn. Trước khi in, Lê Hoan đã đề tựa và đổi tên sách là Việt Lam tiểu sử). Tương truyền sách này do Vũ Xuân Mai (? - ?, người phường Xuân Yên, tỉnh Hà Nội, đỗ cử nhân năm 1884) làm ra. Sau, Lê Hoan tình cờ tìm ra tập bản thảo này trong hòm sách của một gia đình nổi tiếng, nhân vì thấy "tác phẩm về mặt bút pháp...đều chưa thật xảo diệu tinh kỳ, bởi vậy nhân lúc rỗi rãi đã mạn phép đem sách ra sửa sang trau chuốt thêm rồi đưa in và công bố" (trích bài tựa của Lê Hoan viết năm 1908 đề ở đầu sách).